# Acordo de Quebec
O Acordo de Quebec foi um acordo secreto entre o Reino Unido e os Estados Unidos que delineava os termos para o desenvolvimento coordenado da ciência e engenharia relacionadas à energia nuclear e, especificamente, às armas nucleares. Foi assinado por Winston Churchill e Franklin D. Roosevelt em 19 de agosto de 1943, durante a Segunda Guerra Mundial, na Conferência de Quebec em Quebec, Quebec, Canadá.
O Acordo de Quebec estipulava que os Estados Unidos e o Reino Unido uniriam seus recursos para desenvolver armas nucleares, e que nenhum dos países as usaria contra o outro, nem contra outros países sem consentimento mútuo, tampouco repassaria informações sobre elas a terceiros. Também concedia aos Estados Unidos o poder de veto sobre usos comerciais ou industriais da energia nuclear pelo Reino Unido no pós-guerra. O acordo fundiu o projeto britânico Tube Alloys com o Projeto Manhattan, e criou o Comitê de Política Combinada para controlar o projeto conjunto. Embora o Canadá não fosse signatário, o acordo previa a designação de um representante canadense no Comitê de Política Combinada, em vista da contribuição do Canadá para o esforço.
Os cientistas britânicos desempenharam um trabalho importante como parte da contribuição britânica para o Projeto Manhattan, e, em julho de 1945, foi concedida a permissão britânica, exigida pelo acordo, para o uso de armas nucleares contra o Japão. O Aide-mémoire de Hyde Park de setembro de 1944 estendeu a cooperação anglo-americana para o período pós-guerra, mas, depois do fim do conflito, o entusiasmo americano pela aliança com o Reino Unido diminuiu. O Ato McMahon (1946) encerrou a cooperação técnica através do controle dos "dados restritos". Em 7 de janeiro de 1948, o Acordo de Quebec foi substituído por um modus vivendi, um acordo que permitia o compartilhamento limitado de informações técnicas entre os Estados Unidos, o Reino Unido e o Canadá.

## Contexto

### Tube Alloys
O nêutron foi descoberto por James Chadwick no Laboratório Cavendish da Universidade de Cambridge em fevereiro de 1932. Em abril de 1932, seus colegas do Cavendish, John Cockcroft e Ernest Walton, dividiram átomos de lítio com prótons acelerados. Em dezembro de 1938, Otto Hahn e Fritz Strassmann, em seu laboratório em Berlim-Dahlem, bombardearam urânio com nêutrons desacelerados, e descobriram que bário havia sido produzido. Hahn escreveu ao seu colega Lise Meitner, que, juntamente com seu sobrinho Otto Frisch, explicou que o núcleo do urânio havia sido dividido. Por analogia com a divisão das células biológicas, eles nomearam o processo de "fissão".

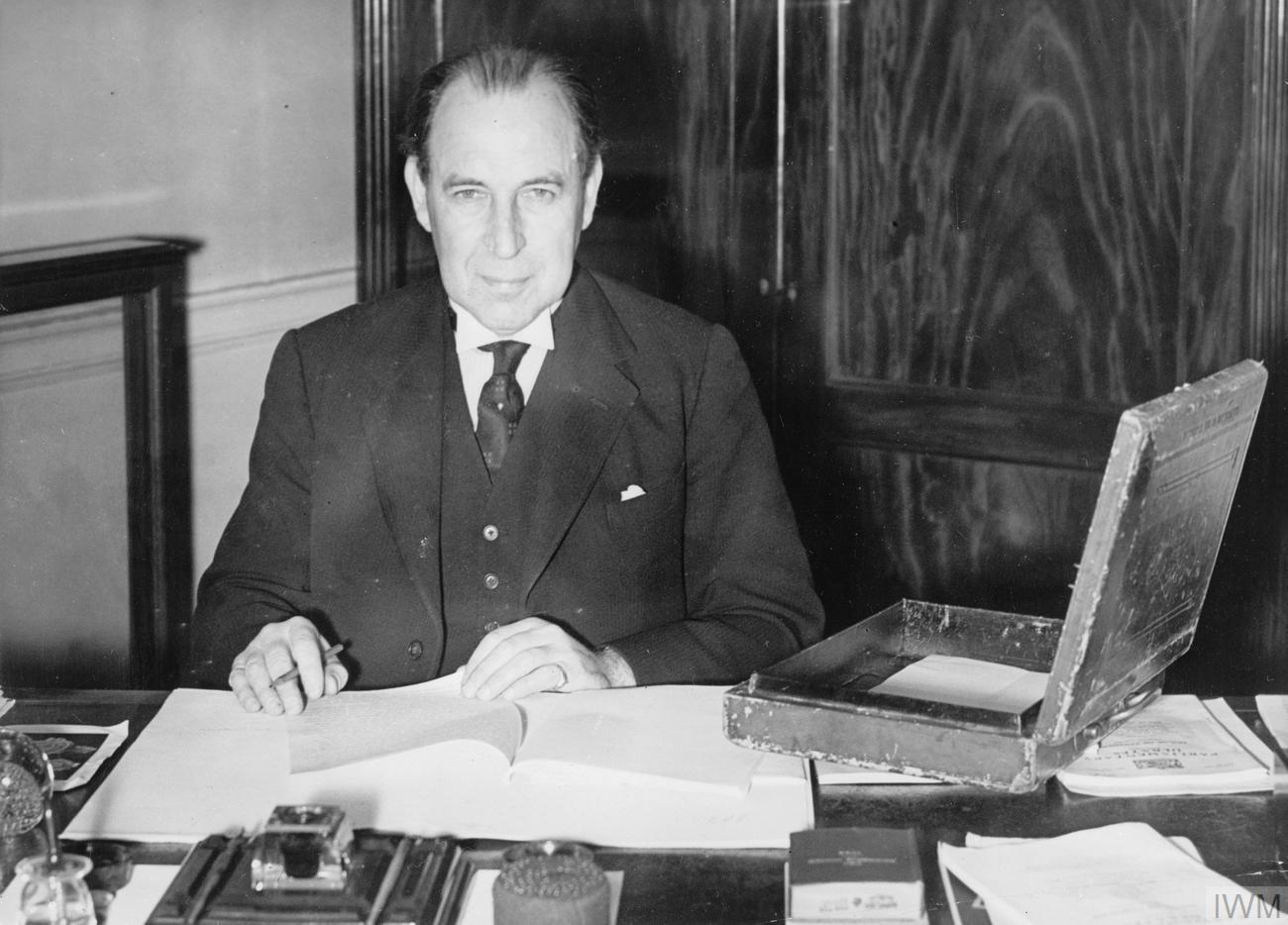
Sir John Anderson, o ministro responsável pelo Tube Alloys

A descoberta da fissão levantou a possibilidade de que uma bomba atômica extremamente poderosa pudesse ser criada. O termo já era familiar ao público britânico através dos escritos de H. G. Wells, em seu romance de 1913 O Mundo Libertado. O Comitê de Levantamento Científico da Defesa Aérea de Sir Henry Tizard foi originalmente formado para estudar as necessidades da guerra antiaérea, mas expandiu sua atuação para analisar a guerra aérea em geral. Em maio de 1939, alguns meses antes do início da Segunda Guerra Mundial na Europa, foi designado para conduzir pesquisas sobre a viabilidade de bombas atômicas. Tizard incumbiu George Paget Thomson, professor de física do Imperial College London, e Mark Oliphant, físico australiano da Universidade de Birmingham, de realizar uma série de experimentos com urânio. Até fevereiro de 1940, a equipe de Thomson não conseguiu criar uma reação em cadeia no urânio natural, e ele decidiu que não valia a pena prosseguir.
Oliphant’s team chegou a uma conclusão surpreendentemente diferente. Ele delegou a tarefa a dois cientistas refugiados alemães, Rudolf Peierls e Frisch, que não podiam trabalhar nos projetos secretos da universidade, como o radar, por serem considerados inimigo estrangeiros e, portanto, não possuíam a autorização de segurança necessária. Eles calcularam a massa crítica de uma esfera metálica de urânio-235 puro e descobriram que, em vez de toneladas – como todos supunham – bastaria algo entre 1 a 10 quilogramas (2,2 a 22 lb), o que ocasionaria uma explosão com o poder de milhares de toneladas de dinamite.
Oliphant levou o memorando Frisch–Peierls para Tizard. Como resultado, foi criado o Comitê MAUD para investigar mais a fundo, dirigindo um esforço intensivo de pesquisa. Quatro universidades forneceram os locais onde os experimentos eram realizados. A Universidade de Birmingham conduziu trabalhos teóricos, como a determinação do tamanho da massa crítica necessária para uma explosão; esse grupo foi liderado por Peierls, com a ajuda do também cientista refugiado alemão Klaus Fuchs. Os laboratórios da Universidade de Liverpool e da Universidade de Oxford experimentaram diferentes métodos de separação de isótopos. O grupo de Chadwick, em Liverpool, tratou da difusão térmica, fenômeno observado em misturas de partículas móveis, em que os diferentes tipos de partículas respondem de maneira distinta à força de um gradiente de temperatura. O grupo de Francis Simon em Oxford investigou a difusão gasosa, que opera segundo o princípio de que, sob pressões diferenciadas, o urânio-235 difunde através de uma barreira mais rapidamente do que o urânio-238, sendo considerado o método mais promissor. Em Cambridge, o grupo de Egon Bretscher e Norman Feather estudou se outro elemento, posteriormente denominado plutônio, poderia ser utilizado como material físsil. Devido à presença de uma equipe de cientistas refugiados franceses liderada por Hans von Halban, Oxford também possuía o principal suprimento mundial de água pesada, o que lhes permitiu teorizarem sobre como o urânio poderia ser empregado para a geração de energia.

### Primeiros esforços americanos
A perspectiva de que a Alemanha desenvolvesse uma bomba atômica também era motivo de grande preocupação para os cientistas dos Estados Unidos, especialmente para aqueles refugiados da Alemanha Nazista e de outros países fascistas. Em julho de 1939, Leo Szilard e Albert Einstein haviam escrito uma carta alertando o Presidente dos Estados Unidos, Franklin D. Roosevelt, sobre o perigo. Em resposta, Roosevelt criou um Comitê Consultivo sobre Urânio em outubro de 1939, presidido por Lyman Briggs do National Bureau of Standards. As pesquisas concentraram-se na fissão lenta para a produção de energia, mas com crescente interesse na separação de isótopos. Em 12 de junho de 1940, Vannevar Bush, presidente da Instituição Carnegie de Washington, e Harry Hopkins, importante conselheiro do presidente, apresentaram ao Chefe de Estado uma proposta para a criação de um Comitê de Pesquisa de Defesa Nacional (NDRC) para coordenar pesquisas relacionadas à defesa. O NDRC foi formalmente criado em 27 de junho de 1940, com Bush como seu presidente. Ele incorporou o Comitê Consultivo sobre Urânio – que havia ultrapassado seu papel original e passava a dirigir as pesquisas – transformando-o no Comitê de Urânio do NDRC.

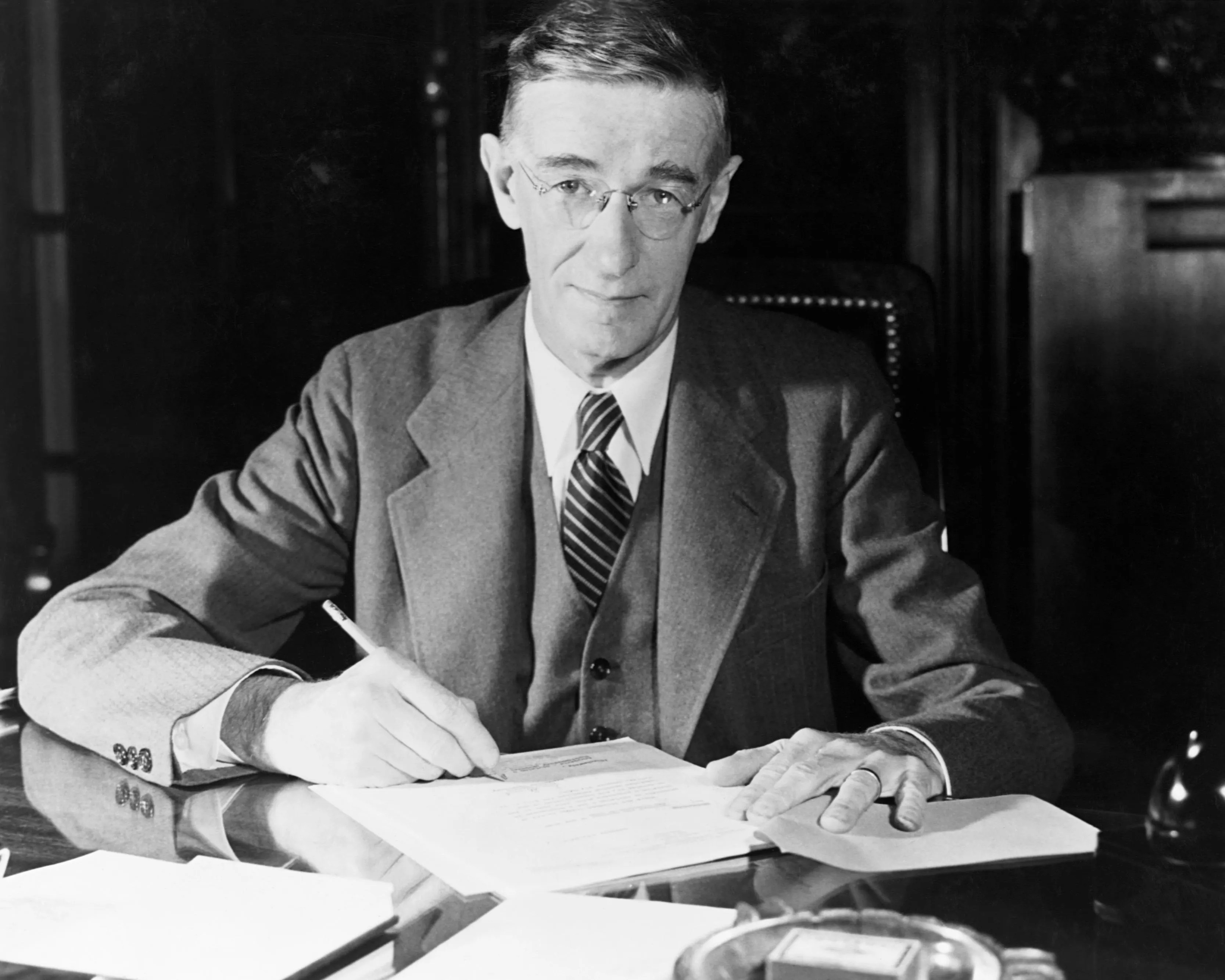
Vannevar Bush, Diretor do Escritório de Pesquisa Científica e Desenvolvimento dos EUA

Uma das primeiras ações de Bush como presidente do NDRC foi organizar uma reunião clandestina com o Air Commodore George Pirie, o adido aéreo britânico em Washington, e o Brigadeiro Charles Lindemann, adido do Exército Britânico (e irmão de Frederick Lindemann), para discutir uma oferta britânica de troca completa de informações técnicas. Bush era fortemente a favor da proposta e, em reunião realizada em 8 de julho de 1940, ofereceu orientações sobre como ela deveria ser apresentada. A proposta foi endossada em uma reunião do Gabinete dos Estados Unidos em 11 de julho, e uma aceitação oficial foi comunicada a Lord Lothian, o Embaixador Britânico nos Estados Unidos, em 29 de julho.
Entre a vasta quantidade de informações que a Missão Tizard – missão científica enviada aos Estados Unidos para promover a troca de ciência e tecnologia militar – trouxe para a América, estavam detalhes sobre as deliberações e atividades do Comitê MAUD. Algumas informações já haviam sido transmitidas aos Estados Unidos por Ralph H. Fowler, o adido científico britânico no Canadá. Cockcroft, membro da Missão Tizard, trouxe informações adicionais. Cockcroft e Fowler reuniram-se com o Comitê de Urânio, mas o fluxo de informações foi, em sua maioria, unilateral. Cockcroft relatou que o projeto americano da bomba atômica estava atrasado em relação ao britânico e não avançava com a mesma rapidez. O trabalho realizado nos EUA incluiu pesquisas de Szilard e Enrico Fermi na Universidade de Columbia sobre a possibilidade de uma reação em cadeia nuclear controlada; investigações preliminares sobre separação de isótopos utilizando centrifugação, difusão gasosa e processos de difusão térmica; e esforços para produzir plutônio no ciclotron do Laboratório de Radiação na Universidade da Califórnia, Berkeley .
Kenneth Bainbridge, da Universidade de Harvard, participou de uma reunião do Comitê MAUD em 9 de abril de 1941 e ficou surpreso ao descobrir que os britânicos estavam convictos da viabilidade técnica de uma bomba atômica. O Comitê de Urânio reuniu-se em Harvard em 5 de maio, ocasião em que Bainbridge apresentou seu relatório. Bush convocou um grupo liderado por Arthur Compton, laureado com o Nobel de Física e presidente do Departamento de Física da Universidade de Chicago, para investigar mais a fundo. O relatório de Compton, publicado em 17 de maio de 1941, não abordou em detalhes o projeto ou a fabricação de uma bomba; ao invés disso, endossou um projeto pós-guerra focado na energia atômica para produção de energia. Em 28 de junho de 1941, Roosevelt criou o Escritório de Pesquisa Científica e Desenvolvimento (OSRD), com Bush como seu diretor, diretamente responsável perante o presidente. A nova organização incorporou o NDRC, que passou a ser presidido por James B. Conant, o Presidente da Universidade de Harvard. O Comitê de Urânio foi transformado na Seção de Urânio do OSRD, mas logo foi renomeada para Seção S-1 por razões de segurança.
Embora o Reino Unido estivesse em guerra, os Estados Unidos não o estavam. Oliphant viajou para os EUA no final de agosto de 1941, ostensivamente para discutir o programa de radar, mas na verdade para descobrir por que os EUA ignoravam as conclusões do Comitê MAUD. Para seu desgosto, descobriu que os relatórios e demais documentos enviados diretamente a Briggs não haviam sido compartilhados com todos os membros do comitê; Briggs os trancafiara em um cofre. Em seguida, Oliphant reuniu-se com William D. Coolidge, que atuava no lugar de Compton enquanto este estava na América do Sul; também com Samuel K. Allison, colega de Compton na Universidade de Chicago, Ernest O. Lawrence, diretor do Laboratório de Radiação; Fermi e Conant, para explicar a urgência. Nessas reuniões, ele falou da bomba atômica com vigor e convicção. Allison recordou que, ao encontrar-se com a Seção S-1, Oliphant “chegou à reunião e disse ‘bomba’ de forma inequívoca. Ele nos afirmou que deveríamos concentrar todo o esforço na bomba e que não tínhamos o direito de trabalhar em centrais elétricas ou em qualquer outra coisa, exceto na bomba. A bomba custaria 25 milhões de dólares, dizia ele, e o Reino Unido não dispunha do dinheiro nem da mão de obra, ficando a responsabilidade conosco.”
Bush e Conant receberam o relatório final do MAUD de Thomson em 3 de outubro de 1941. Munidos desse documento, Bush reuniu-se com Roosevelt e o vice-presidente Henry A. Wallace na Casa Branca em 9 de outubro de 1941, obtendo o compromisso de expandir e acelerar o projeto americano da bomba atômica. Dois dias depois, Roosevelt enviou uma carta a Churchill propondo que trocassem ideias “de forma que quaisquer esforços ampliados possam ser coordenados ou mesmo conduzidos em conjunto.”

## Colaboração
Roosevelt considerou tão importante a proposta de um projeto conjunto que determinou que a carta fosse entregue pessoalmente por Frederick L. Hovde, chefe da missão do NDRC em Londres, mas Churchill só respondeu em dezembro. Ele garantiu a Roosevelt sua disposição em colaborar e informou que Hovde já havia discutido o assunto com Sir John Anderson e Lord Cherwell (como passou a ser conhecido Frederick Lindemann). O Comitê MAUD já havia avaliado a colaboração com os EUA e concluído que, embora pavilhões pilotos para a separação de isótopos pudessem ser estabelecidos no Reino Unido, instalações de produção em larga escala teriam que ser construídas nos EUA. Os britânicos expressaram preocupação com a segurança do projeto americano; ironicamente, foi o projeto britânico que já havia sido infiltrado por espiões atômicos. John Cairncross entregou uma cópia do relatório do Comitê MAUD à União Soviética. Ainda que tais informações não tenham sido repassadas aos americanos, os britânicos temiam que, após a guerra, se os EUA adotassem o isolacionismo, como ocorreu após a Primeira Guerra Mundial, o Reino Unido tivesse que enfrentar sozinho a União Soviética. Assim, a oportunidade para um projeto conjunto foi perdida. A troca de informações entre britânicos e americanos continuou, porém, seus programas seguiram de forma separada.

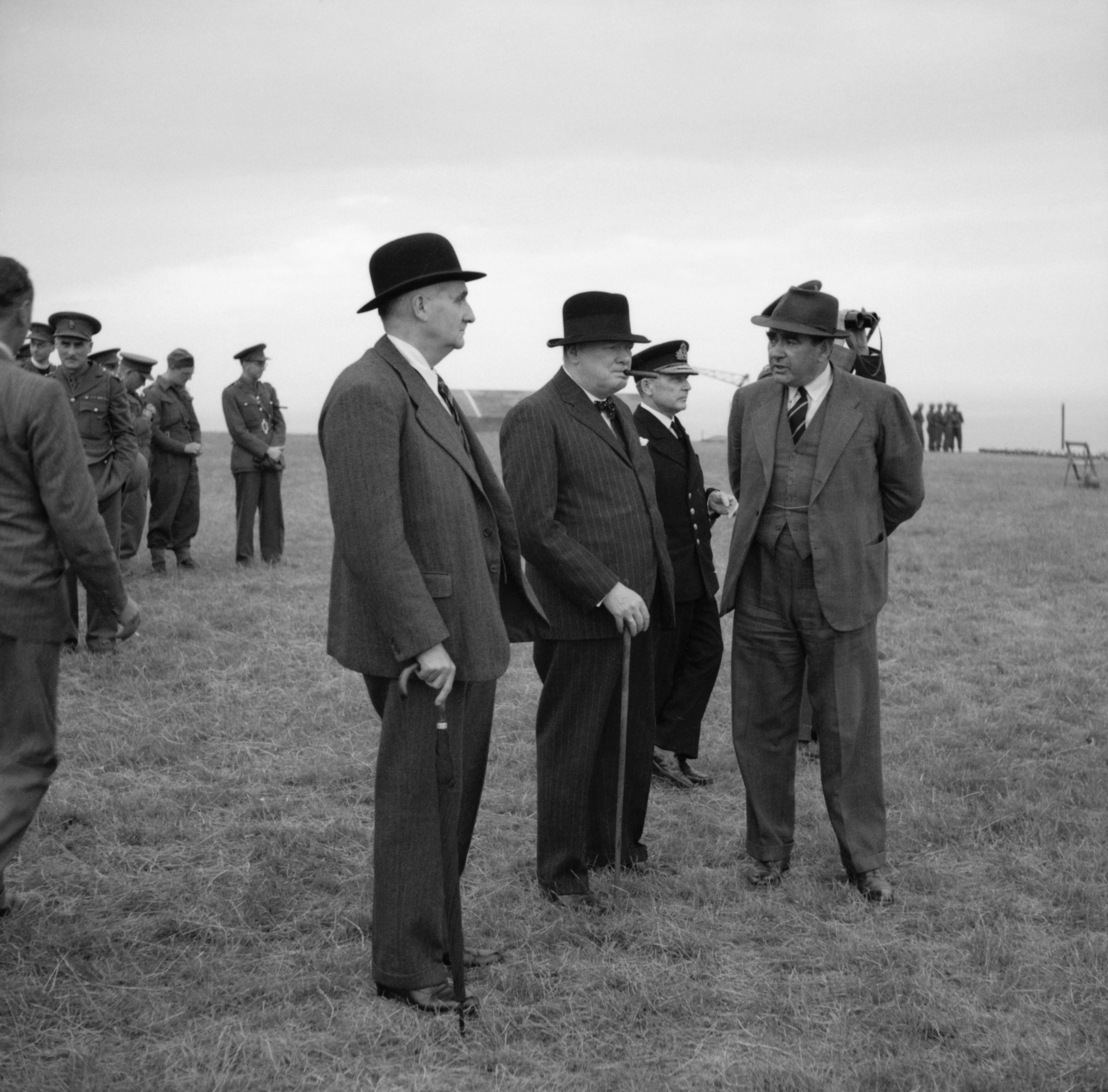
Lord Cherwell (em primeiro plano, usando chapéu coco) foi conselheiro científico de Winston Churchill (no centro)

O ataque a Pearl Harbor pelos japoneses em 7 de dezembro de 1941 levou à entrada dos Estados Unidos na guerra. Os recursos financeiros tornaram-se então disponíveis em quantias inimagináveis no ano anterior. Os contratos do OSRD expirariam no final de junho de 1942 e havia intensa competição por matérias-primas em tempo de guerra. Ficou acordado que, em 1942–1943, o Exército dos EUA financiaria 53 milhões de dólares de um programa de 85 milhões. Em 18 de junho de 1942, o Coronel James C. Marshall recebeu ordem para organizar a componente militar. Ele instalou seu quartel-general no 18º andar do 270 Broadway em Nova York, utilizando o nome inócuo de Distrito de Engenheiros de Manhattan, seguindo a prática usual de nomear os distritos de engenheiros de acordo com a cidade sede. Rapidamente, o projeto passou a ser chamado de "Manhattan". Em setembro de 1942, Bush e Conant consideraram que era o momento de o Exército assumir a liderança – decisão já aprovada pelo presidente em 17 de junho de 1942 – e o Brigadeiro General Leslie R. Groves, Jr. tornou-se o diretor do Projeto Manhattan em 23 de setembro de 1942. Groves procurou reforçar a segurança por meio de uma rigorosa política de compartimentalização, similar àquela que os britânicos impuseram ao radar.
O esforço americano logo ultrapassou o britânico. Cientistas britânicos que visitaram os EUA em 1942 ficaram espantados com o progresso e o ímpeto assumido pelo Projeto Manhattan. Em 30 de julho de 1942, Anderson aconselhou Churchill afirmando:
""Devemos encarar o fato de que... nosso trabalho pioneiro... é um recurso em declínio e que, a menos que o capitalizemos rapidamente, seremos ultrapassados. Agora temos uma contribuição real a fazer para uma 'fusão'. Em breve teremos pouco ou nada."
Mas Bush e Conant já haviam decidido que a ajuda britânica não era mais necessária. Em outubro de 1942, convenceram Roosevelt de que os EUA deveriam desenvolver a bomba atômica de forma independente, apesar do acordo de intercâmbio científico irrestrito entre os dois países.
As posições dos dois países eram o oposto do que eram em 1941. Funcionários americanos temiam que Akers e outros da ICI envolvidos no projeto Tube Alloys estivessem tentando explorar o conhecimento nuclear americano para criar uma indústria lucrativa no pós-guerra. O secretário da Guerra, Henry L. Stimson, achava que, como os EUA realizavam "noventa por cento do trabalho" na bomba, seria "melhor seguirmos por ora sem compartilhar mais do que pudéssemos ajudar". Em dezembro de 1942, Roosevelt concordou em restringir o fluxo de informações ao que os britânicos poderiam utilizar durante a guerra, mesmo que isso prejudicasse o projeto americano. Os americanos cessaram o compartilhamento de informações sobre a produção de água pesada, o método de separação eletromagnética, as propriedades físico-químicas do plutônio, os detalhes do projeto da bomba atômica ou os dados sobre as reações com nêutron rápido. Isso impactou negativamente o trabalho do Laboratório de Montreal, projeto conjunto britânico-canadense que investigava o projeto de reator nuclear. Em retaliação, os britânicos deixaram de enviar cientistas para os EUA, retardando o ritmo dos trabalhos que dependiam de seus especialistas. Consequentemente, os americanos interromperam toda a troca de informações.

## Negociações
Churchill abordou o assunto com Roosevelt quando se encontraram na Conferência de Washington em 25 de maio de 1943. Naquela tarde, foi agendada uma reunião entre Cherwell e Bush, no escritório de Hopkins na Casa Branca, com este último observando. Ambos expuseram suas posições, e Cherwell explicou que o interesse britânico no pós-guerra era possuir armas nucleares, e não aproveitar oportunidades comerciais. Hopkins reportou a Roosevelt, e Churchill e Roosevelt concordaram que a troca de informações deveria ser revista e que o projeto da bomba atômica seria conjunto. Hopkins enviou a Churchill um telegrama confirmando isso em 17 de junho, mas a política americana não se alterou, em grande parte porque Roosevelt não informou Bush em seu próximo encontro, ocorrido em 24 de junho.

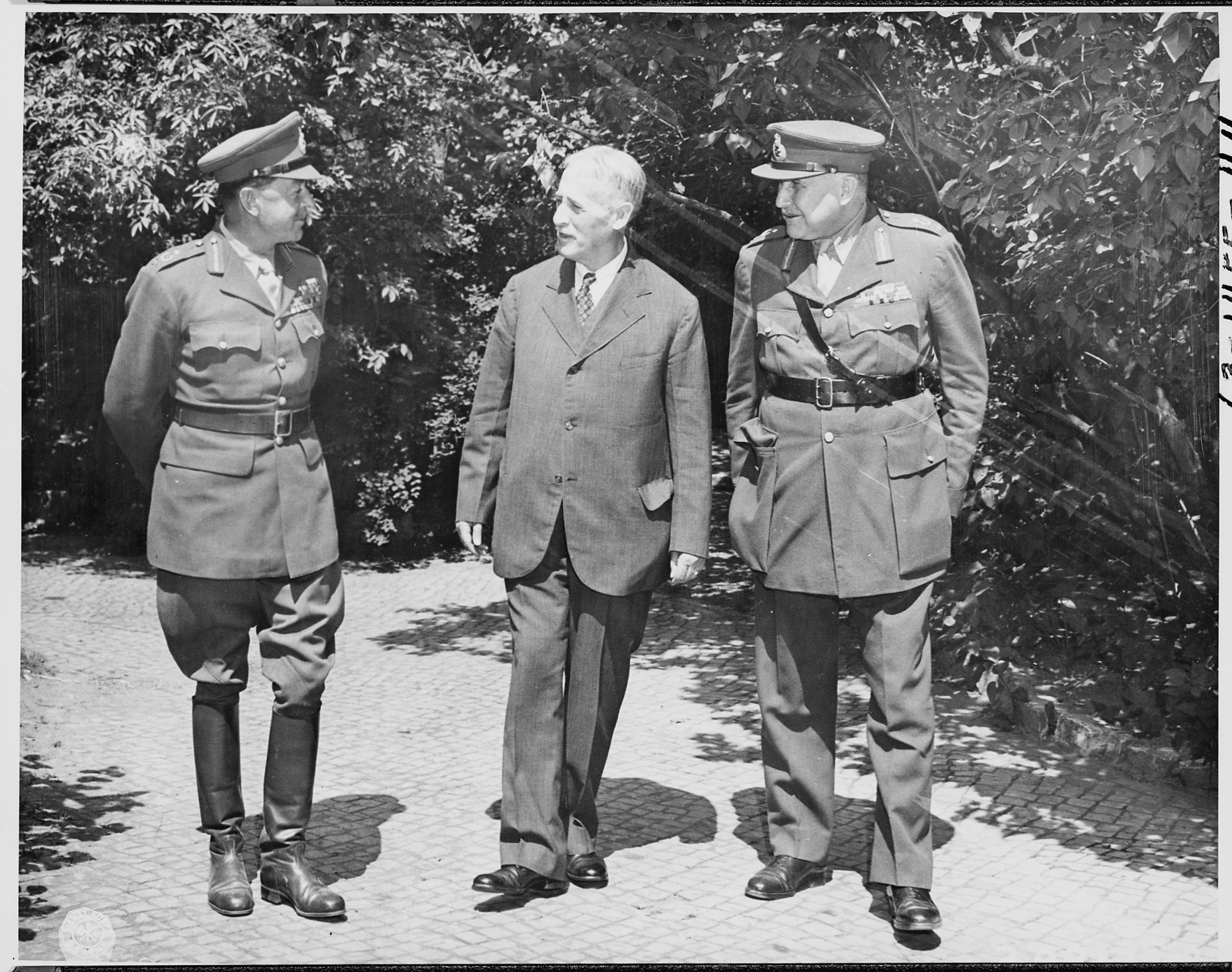
Secretário da Guerra, Henry L. Stimson (centro) com os Marechais de Campo Sir Harold Alexander (à esquerda) e Sir Henry Maitland Wilson (à direita)

Bush estava em Londres em 15 de julho de 1943 para participar de uma reunião do Comitê Anti-Submarinos do Gabinete de Guerra britânico. Sir Stafford Cripps o levou a ver Churchill, que disse a Bush que o Presidente havia dado sua palavra de honra quanto à cooperação plena e que estava indignado com os entraves causados pelos burocratas americanos. Bush sugeriu tratar o assunto com Stimson, que também se encontrava em Londres. Churchill fez isso em 17 de julho, e Stimson prometeu submeter o caso a Roosevelt. Em 20 de julho, Roosevelt enviou uma carta a Bush com a instrução de "renovar, de forma inclusiva, a troca completa com o Governo Britânico a respeito do Tube Alloys", mas, como Bush estava em Londres, só tomou conhecimento da carta dez dias depois. Stimson, Bush e o assistente especial de Stimson, Harvey Bundy, reuniram-se com Churchill, Cherwell e Anderson na 10 Downing Street em Londres, em 22 de julho; nenhum deles sabia que Roosevelt já havia tomado sua decisão.
Stimson havia acabado de concluir uma série de discussões com os britânicos sobre a necessidade de uma invasão da França. Relutava em parecer discordar de tudo e, ao contrário de Bush, era sensível às insinuações de que o Reino Unido estava sendo tratado de forma injusta. Ele usou termos conciliatórios ao enfatizar a necessidade de boas relações pós-guerra entre os dois países. Por sua vez, Churchill desvinculou-se de quaisquer interesses em aplicações comerciais da tecnologia nuclear. Segundo os britânicos, a preocupação no pós-guerra não era de ordem comercial, mas sim para que o Reino Unido dispunha de armas nucleares. Bush, então, propôs um plano de cinco pontos, que Stimson prometeu submeter ao presidente para aprovação.
Anderson elaborou um acordo para a troca completa de informações, que Churchill reescreveu "em uma linguagem mais majestosa". Anderson temia que Groves dissesse a Stimson e Bush que "como todos os americanos que vêm para nossa ilha enevoada, foram enganados pela nossa astúcia hipócrita e levados pela mão do nosso brilhante Primeiro-Ministro". Ao saber do acordo, Conant comentou que se sentiria mais em casa na equipe do Chicago Tribune, jornal notório por suas visões anti-britânicas. Anderson chegou a Washington com o rascunho em 5 de agosto, revisando-o com Conant e Bush. Do ponto de vista americano, nada no texto final contrariava a política vigente de intercâmbio de informações. Anderson conseguiu uma concessão importante: a criação do Comitê de Política Combinada para supervisionar o projeto conjunto, com representantes dos Estados Unidos, Reino Unido e Canadá. As objeções de Conant às disposições de troca de informações propostas por Anderson foram resolvidas ao atribuir a tarefa ao Comitê de Política Combinada. Stimson, o General George Marshall e o Contra-Almirante William R. Purnell revisaram o documento, realizaram pequenas alterações e, em seguida, enviaram-no para a Embaixada Britânica para aprovação.

## Acordo

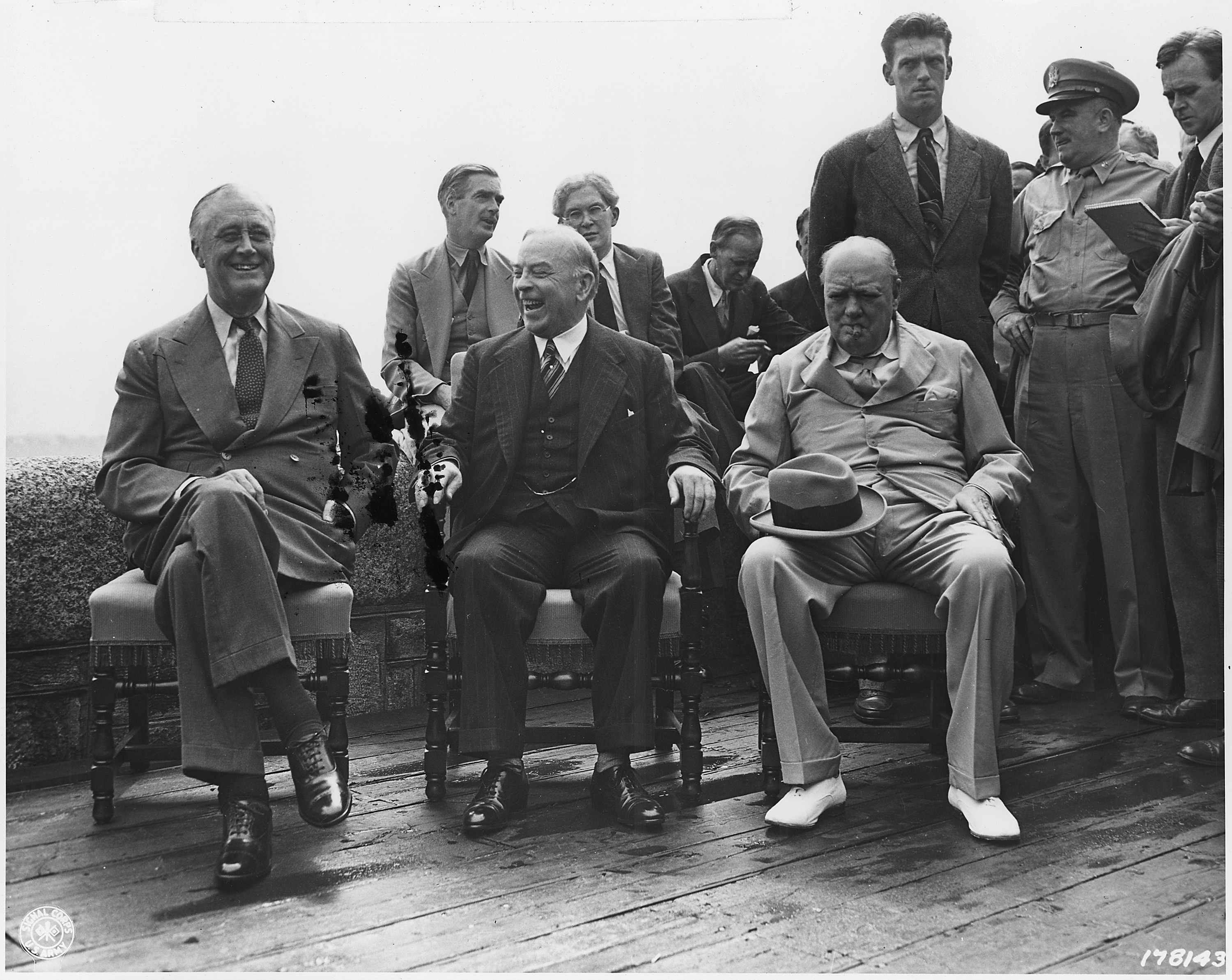
Conferência de imprensa na Cidadela de Quebec durante a Conferência do Quadrante. Da esquerda para a direita: Presidente Franklin D. Roosevelt, Primeiro-Ministro canadense Mackenzie King e Primeiro-Ministro britânico Winston Churchill. Sentados na parede atrás deles estão Anthony Eden, Brendan Bracken e Harry Hopkins.

Um processo rápido de elaboração do texto foi necessário, pois Roosevelt, Churchill e seus assessores políticos e militares reuniram-se na Conferência do Quadrante na Cidadela de Quebec em 17 de agosto, sob a organização do Primeiro-Ministro do Canadá, Mackenzie King. A maioria das discussões versou sobre a invasão da França. Embora o Acordo de Quebec fosse bilateral – o Canadá não o havia assinado – os britânicos consideraram que a contribuição canadense para o Tube Alloys era suficientemente relevante para exigir representação de alto nível. Assim, King foi solicitado a nomear um membro canadense para o Comitê de Política Combinada, e escolheu C. D. Howe, o Ministro de Munições e Abastecimento do Canadá. Os membros americanos seriam Stimson, Bush e Conant, enquanto os representantes britânicos seriam o Marechal Sir John Dill e o Coronel J. J. Llewellin.
Em 19 de agosto, Roosevelt e Churchill assinaram o Acordo de Quebec, digitado em quatro páginas de papel timbrado da Cidadela, e intitulado formalmente "Artigos do Acordo que Regem a Colaboração entre as Autoridades dos EUA e do Reino Unido na Questão dos Tube Alloys". O Reino Unido e os EUA concordaram que "é vital para nossa segurança comum na presente Guerra levar o projeto Tube Alloys à fruição o mais rapidamente possível", e que isso seria melhor alcançado por meio da união de seus recursos. O Acordo de Quebec estipulava que:
1. Os EUA e o Reino Unido uniriam seus recursos para desenvolver armas nucleares com troca livre de informações;
2. Nenhum dos países as usaria contra o outro;
3. Nenhum dos países as usaria contra outros países sem consentimento;
4. Nenhum dos países repassaria informações sobre elas a terceiros sem consentimento;
5. Que "em vista do pesado encargo de produção que recai sobre os Estados Unidos", o Presidente poderia limitar os usos comerciais ou industriais da energia atômica pelo Reino Unido no pós-guerra.[76]

A única parte do Acordo de Quebec que perturbava Stimson era a exigência de consentimento mútuo antes que bombas atômicas pudessem ser empregadas. Se o Congresso tivesse conhecimento disso, jamais o apoiaria. O veto americano sobre os usos comerciais e industriais britânicos no pós-guerra deixava claro que o Reino Unido era o parceiro júnior na Grande Aliança. Churchill, em particular, considerava o Acordo de Quebec o melhor negócio possível nas circunstâncias, e as restrições eram o preço a pagar para obter as informações técnicas necessárias para um projeto bem-sucedido de armas nucleares no pós-guerra. Margaret Gowing observou que a "ideia do dissuasor independente já estava bem enraizada."
O Acordo de Quebec era secreto. Seus termos eram conhecidos apenas por alguns poucos iniciados, e sua existência nem sequer foi revelada ao Congresso dos Estados Unidos. O Comitê Conjunto de Energia Atômica recebeu um resumo oral em 12 de maio de 1947. Em 12 de fevereiro de 1951, Churchill escreveu ao Presidente Harry S. Truman solicitando permissão para publicá-lo, mas Truman recusou. Churchill, então, omitiu-o de suas memórias, Closing the Ring (1951). O acordo permaneceu em segredo até que Churchill o leu na House of Commons em 5 de abril de 1954. Entretanto, em 4 de setembro de 1943, a espiã atômica soviética Ursula Kuczynski ("Sonia") relatou detalhes do acordo para a GRU em Moscou, provavelmente obtidos de Fuchs.

## Implementação
Mesmo antes de o Acordo de Quebec ser assinado, Akers já havia enviado um telegrama para Londres com instruções de que Chadwick, Peierls, Oliphant e Simon deveriam partir imediatamente para a América do Norte. Eles chegaram em 19 de agosto, dia da assinatura, esperando poder dialogar com cientistas americanos, mas não conseguiram. Duas semanas se passaram antes que os oficiais americanos tomassem conhecimento do conteúdo do Acordo de Quebec. Bush disse a Akers que sua ação foi prematura e que o Comitê de Política Combinada precisaria primeiro concordar com as regras para o emprego de cientistas britânicos. Sem tarefas a realizar, os cientistas retornaram ao Reino Unido. Groves informou o OSRD do S-1 Executive Committee, que substituíra o Comitê S-1 em 19 de junho de 1942, em uma reunião especial realizada em 10 de setembro de 1943. O texto do Acordo de Quebec era, em partes, vago e continha brechas que Groves podia explorar para impor a compartimentalização. As negociações sobre os termos da troca técnica se prolongaram até dezembro de 1943. Os novos procedimentos entraram em vigor em 14 de dezembro, com a aprovação do Comitê de Política Militar (que regia o Projeto Manhattan) e do Comitê de Política Combinada. Nessa época, os cientistas britânicos já haviam iniciado trabalhos nos Estados Unidos.

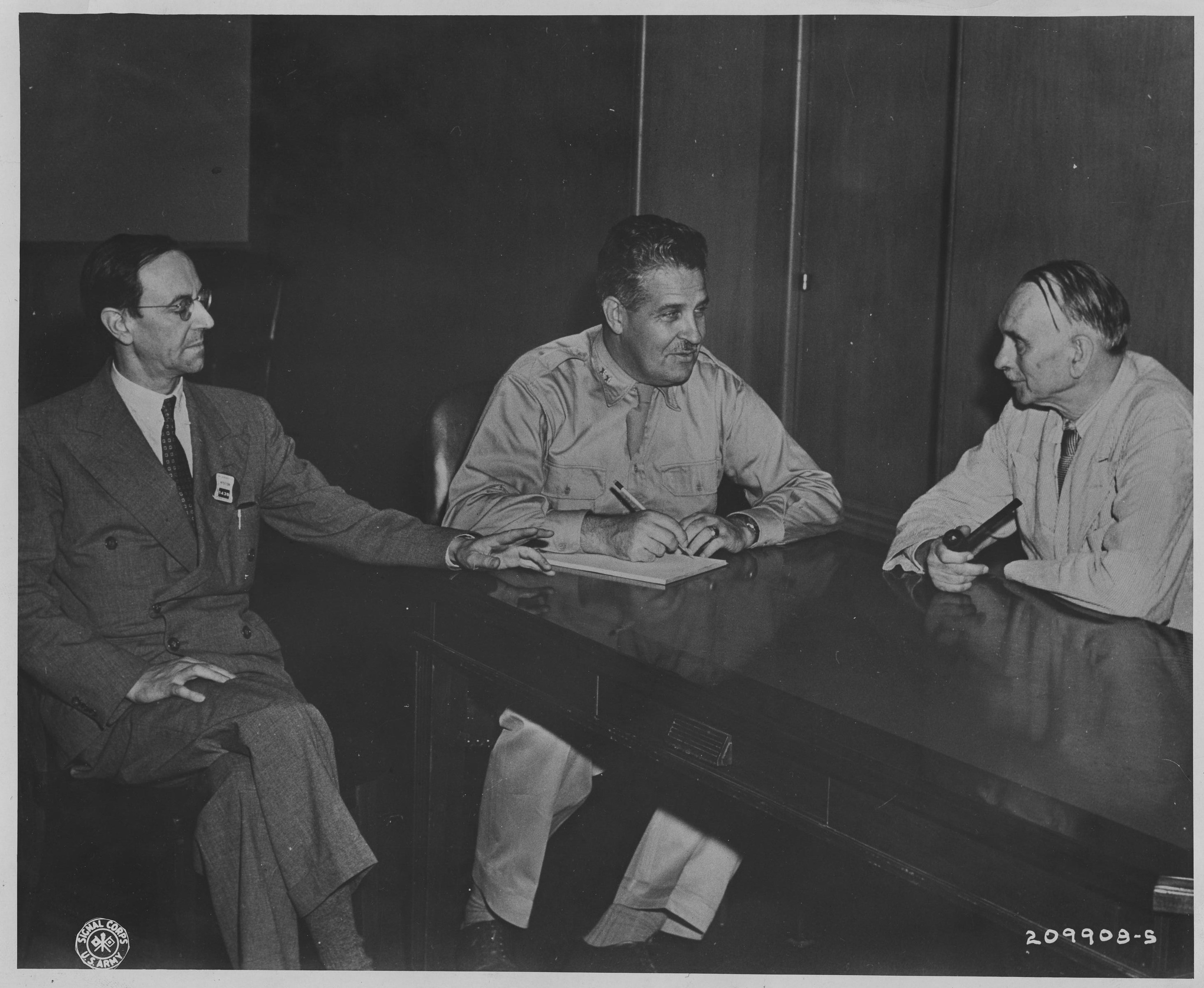
James Chadwick, Leslie R. Groves, Jr. e Richard C. Tolman

Nos dois anos seguintes, o Comitê de Política Combinada reuniu-se apenas oito vezes. A primeira reunião ocorreu na tarde de 8 de setembro de 1943; Stimson descobriu que seria o presidente apenas naquela manhã. Essa reunião inaugural estabeleceu um Subcomitê Técnico, presidido pelo Major General americano Wilhelm D. Styer. Os americanos não queriam Akers no Subcomitê Técnico devido à sua experiência na ICI, então Llewellin indicou Chadwick, a quem também desejava como Chefe da Missão Britânica no Projeto Manhattan. Os demais membros do Comitê Técnico eram Richard C. Tolman, conselheiro científico de Groves, e C. J. Mackenzie, presidente do Conselho Nacional de Pesquisas do Canadá. Ficou acordado que o Comitê Técnico poderia agir sem consultar o Comitê de Política Combinada sempre que sua decisão fosse unânime, tendo realizado sua primeira reunião no The Pentagon em 10 de setembro de 1943.
Persistia a questão da cooperação entre o Laboratório Metalúrgico do Projeto Manhattan em Chicago e o Laboratório de Montreal. Em reunião do Comitê de Política Combinada, em 17 de fevereiro de 1944, Chadwick pressionou por recursos para a construção de um reator nuclear no que hoje se conhece como os Laboratórios Chalk River. O Reino Unido e o Canadá concordaram em custear o projeto, mas os EUA teriam de fornecer a água pesada. Como a iniciativa dificilmente impactaria o esforço de guerra, Conant, particularmente, demonstrou frieza quanto à proposta, embora os reatores de água pesada continuassem de grande interesse. Groves estava disposto a apoiar o projeto e fornecer a água pesada necessária, porém com certas restrições. O Laboratório de Montreal teria acesso aos dados dos reatores de pesquisa do Laboratório Metalúrgico em Argonne e do Reator de Grafite X-10 em Oak Ridge, mas não dos reatores de produção no Hanford Site; tampouco receberia informações sobre a química do plutônio ou os métodos para separá-lo de outros elementos. Esse arranjo foi formalmente aprovado na reunião do Comitê de Política Combinada em 19 de setembro de 1944.
Chadwick apoiou a Contribuição britânica para o Projeto Manhattan em sua totalidade, abandonando qualquer esperança de um projeto britânico durante a guerra. Com o apoio de Churchill, ele se empenhou para que cada solicitação de assistência de Groves fosse atendida. Embora o ritmo das pesquisas desacelerasse na fase final do conflito, os cientistas continuavam altamente requisitados, cabendo a Anderson, Cherwell e Sir Edward Appleton, o Secretário Permanente do Departamento de Pesquisa Científica e Industrial, responsável pelo Tube Alloys, persuadir os pesquisadores a abandonar os projetos de guerra nos quais estavam engajados. Uma Missão Britânica, liderada por Akers, auxiliou no desenvolvimento da tecnologia de difusão gasosa em Nova York. Outra, sob o comando de Oliphant, que atuou como diretor adjunto no Laboratório de Radiação de Berkeley, colaborou com o processo de separação eletromagnética. Como chefe da Missão Britânica para o Laboratório de Los Alamos, Chadwick – e, posteriormente, Peierls – liderou uma equipe multinacional de cientistas de renome, entre os quais se contavam Sir Geoffrey Taylor, James Tuck, Niels Bohr, William Penney, Frisch e Fuchs. Quatro membros da Missão Britânica tornaram-se líderes de grupo em Los Alamos. Penney observou o bombardeio de Nagasaki em 9 de agosto de 1945 e participou dos testes nucleares da Operation Crossroads em 1946.
Uma grande tensão sobre o acordo surgiu em 1944, quando foi revelado aos EUA que o Reino Unido havia firmado um acordo secreto com Hans von Halban para compartilhar informações nucleares com a França após a guerra, em troca do uso gratuito de patentes relativas a reatores nucleares registradas pelo físico francês Frédéric Joliot-Curie e sua equipe do Collège de France. Diante dessa revelação, os Estados Unidos e o Canadá objetaram, afirmando que o acordo de Halban violava os termos do Acordo de Quebec, nomeadamente a cláusula que proibia o compartilhamento de informações com terceiros sem consentimento mútuo prévio. O Reino Unido rompeu suas obrigações com a França para satisfazer os EUA. Anderson mostrou-se extremamente preocupado com a possibilidade de alienar os franceses e, juntamente com o Secretário de Estado para Assuntos Exteriores, Anthony Eden, sugeriu oferecer aos franceses uma garantia de que seriam incluídos no Projeto Manhattan posteriormente, mas Churchill não concordou, mantendo-se firmemente contrário a quaisquer divulgações para a França ou para a União Soviética. Após a guerra, o governo francês repudiou o acordo de Halban.
A questão dos direitos de patente era complexa, e as tentativas de negociar acordos entre o Reino Unido e os EUA em 1942, bem como entre o Reino Unido e o Canadá em 1943, fracassaram. Após a assinatura do Acordo de Quebec, especialistas britânicos e americanos reuniram-se novamente e elaboraram um acordo, endossado pelo Comitê de Política Combinada em setembro de 1944. Esse acordo, que também incluía o Canadá, era retroativo à assinatura do Acordo de Quebec em agosto de 1943, mas, devido ao sigilo necessário, não foi finalizado até 1956 e abrangia todas as patentes existentes em novembro de 1955. Cada um dos três países concordou em transferir aos outros quaisquer direitos que possuísse em seus respectivos territórios e em renunciar a quaisquer reivindicações de compensação contra os demais.
Llewellin retornou ao Reino Unido no final de 1943 e foi substituído no comitê por Sir Ronald Ian Campbell, chefe adjunto da Missão Britânica nos EUA, que, por sua vez, foi substituído no início de 1945 pelo Embaixador Britânico nos EUA, Lord Halifax. Dill faleceu em Washington em 4 de novembro de 1944 e foi substituído, tanto como Chefe da Missão Conjunta Britânica, quanto como membro do Comitê de Política Combinada, pelo Marechal Sir Henry Maitland Wilson. Assim, foi Wilson quem, em 4 de julho de 1945, sob a cláusula do Acordo de Quebec que determinava que armas nucleares não seriam empregadas contra outro país sem consentimento mútuo, concordou que o uso de armas nucleares contra o Japão fosse registrado como decisão do Comitê de Política Combinada.

## Aide-mémoire de Hyde Park

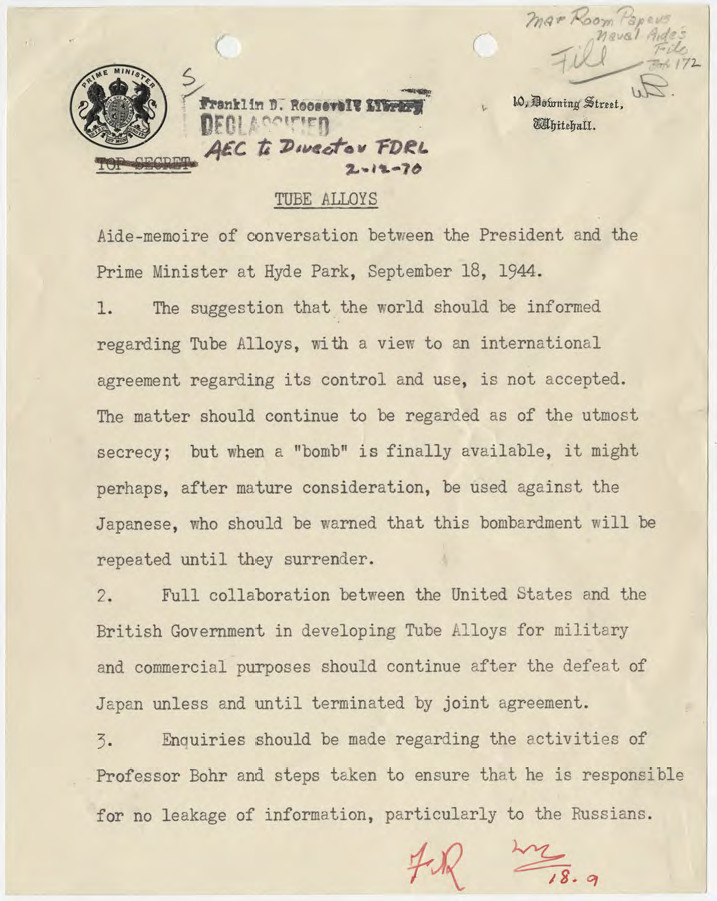
O Aide-mémoire de Hyde Park. Esta cópia encontra-se na Biblioteca e Museu Presidencial Franklin D. Roosevelt.

Em setembro de 1944, realizou-se em Quebec uma segunda conferência de guerra, conhecida como a Conferência do Octógono. Após uma série de vitórias dos Aliados, os planos passaram a se concentrar no período pós-guerra. Posteriormente, Roosevelt e Churchill passaram algum tempo juntos na propriedade de Roosevelt, o Springwood estate, em Hyde Park, New York. Discutiram a colaboração pós-guerra em matéria de armas nucleares e, em 19 de setembro, assinaram o Aide-mémoire de Hyde Park, detalhando o acordo resultante das discussões. A maior parte do documento versa sobre as ideias de Bohr a respeito do controle internacional, mas também previa que "a colaboração plena entre os Estados Unidos e o Governo Britânico no desenvolvimento do Tube Alloys para fins militares e comerciais deve continuar após a derrota do Japão, salvo se for encerrada por acordo conjunto."
Dos assessores de Roosevelt, apenas Hopkins e o Almirante William D. Leahy sabiam deste acordo secreto de guerra; Leahy, possivelmente por nunca ter acreditado no sucesso da bomba atômica – e, por isso, talvez não tenha prestado a devida atenção – lembrava-se de forma confusa do que fora dito. Quando Wilson levantou o Aide-mémoire de Hyde Park em uma reunião do Comitê de Política Combinada, em junho de 1945, a cópia americana não pôde ser localizada. Os britânicos enviaram a Stimson uma fotocópia em 18 de julho. Mesmo assim, Groves questionou a autenticidade do documento até que, muitos anos depois, a cópia americana fosse encontrada entre os arquivos do Vice-Almirante Wilson Brown, Jr., adido naval de Roosevelt, aparentemente arquivada erroneamente nos papéis de Hyde Park por alguém que não sabia o que era o Tube Alloys e que supunha tratar-se de algo relacionado a canhões navais ou tubos de caldeira.

## Fim do Acordo de Quebec
Truman, que sucedeu Roosevelt após sua morte em 12 de abril de 1945, Clement Attlee, que substituiu Churchill como primeiro-ministro em julho de 1945, Anderson e o Secretário de Estado dos Estados Unidos James F. Byrnes conversaram durante um cruzeiro pelo Rio Potomac, e concordaram em revisar o Acordo de Quebec, visando substituí-lo por uma forma mais flexível de cooperação em assuntos nucleares entre os três governos. Groves, o Secretário da Guerra, Robert P. Patterson e o assessor de Patterson, George L. Harrison, reuniram-se com uma delegação britânica composta por Anderson, Wilson, Malcolm MacDonald, o Alto Comissário do Reino Unido no Canadá, Roger Makins da Embaixada Britânica em Washington, e Denis Rickett, assistente de Anderson, em 15 de novembro de 1945, para elaborar um comunicado. Ficou acordado em manter o Comitê de Política Combinada. A exigência do Acordo de Quebec de "consentimento mútuo" para o uso de armas nucleares foi substituída por "consulta prévia", e ficou estabelecido que haveria "cooperação plena e efetiva no campo da energia atômica"; porém, no Memorando de Intenções mais extenso, assinado por Groves e Anderson, tal cooperação restringia-se ao "campo da pesquisa científica básica". Patterson levou o comunicado para a Casa Branca, onde Truman e Attlee o assinaram em 16 de novembro de 1945. Um rascunho do acordo foi aprovado pelo Comitê de Política Combinada em 4 de dezembro de 1945 como base para a revogação do Acordo de Quebec.

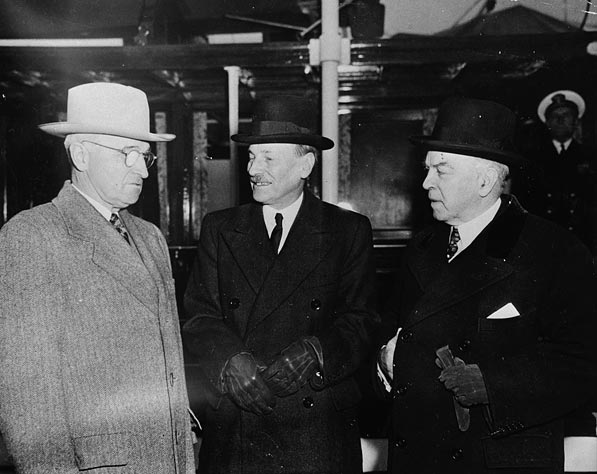
Presidente Harry Truman e os primeiros-ministros Clement Attlee e Mackenzie King embarcam no para discussões sobre armas nucleares, novembro de 1945

A próxima reunião do Comitê de Política Combinada, realizada em 15 de abril de 1946, não produziu acordo sobre a colaboração e resultou na troca de telegramas entre Truman e Attlee. Em 20 de abril, Truman enviou um telegrama afirmando que não via o comunicado que havia assinado como obrigando os EUA a auxiliar o Reino Unido no projeto, construção e operação de uma usina de energia atômica. A resposta de Attlee, em 6 de junho de 1946, "não poupou palavras nem escondeu seu descontentamento por trás das sutilezas da linguagem diplomática." Em discussão não estava somente a cooperação técnica, que desaparecia rapidamente, mas também a distribuição do minério de urânio. Durante a guerra, isso era pouco relevante, já que o Reino Unido não necessitava de minério – toda a produção das minas do Congo e todo o minério apreendido pela Missão Alsos eram destinados aos EUA – mas, agora, o projeto atômico britânico também o exigia. Chadwick e Groves chegaram a um acordo pelo qual o minério seria dividido igualmente.
A deserção de Igor Gouzenko e a condenação por espionagem de Alan Nunn May, físico britânico que trabalhou no Laboratório de Montreal, tornaram politicamente inviável que os EUA trocassem informações com o Reino Unido. O Congresso, sem conhecimento do Aide-mémoire de Hyde Park – perdido por falta da cópia americana – promulgou o Ato McMahon. Assinado por Truman em 1º de agosto de 1946 e em vigor a partir da meia-noite de 1º de janeiro de 1947, esse ato encerrou a cooperação técnica, pois o controle dos "dados restritos" impedia que os aliados dos EUA recebessem informações. Os cientistas remanescentes foram privados do acesso a documentos que haviam escrito poucos dias antes. O Ato McMahon alimentou o ressentimento tanto de cientistas quanto de oficiais britânicos, levando diretamente à decisão, em janeiro de 1947, de que o Reino Unido desenvolveria suas próprias armas nucleares. Nos EUA, houve uma grande comoção com o veto britânico ao uso de armas nucleares, quando o Comitê Conjunto de Energia Atômica foi informado sobre o Acordo de Quebec (mas não sobre o acordo de novembro de 1945) em 12 de maio de 1947, o que gerou intensa pressão sobre Truman para eliminar tal disposição. Em 7 de janeiro de 1948, Bush, James Fisk, Cockcroft e Mackenzie concluíram um acordo, conhecido como o modus vivendi, que permitia o compartilhamento limitado de informações técnicas entre os EUA, o Reino Unido e o Canadá, revogando oficialmente o Acordo de Quebec. Assim como o Acordo de Quebec que substituiu, o modus vivendi foi classificado como "Ultra Secreto".
À medida que a Guerra Fria se instaurava, o entusiasmo dos EUA por uma aliança com o Reino Unido esfriou. Uma pesquisa de setembro de 1949 revelou que 72% dos americanos concordavam que os EUA não deveriam "compartilhar nossos segredos de energia atômica com a Inglaterra". A reputação britânica foi ainda mais prejudicada pela revelação, em 1950, de que Fuchs era um espião atômico soviético. A participação britânica no Projeto Manhattan durante a guerra proporcionou um vasto acervo de expertise crucial para o sucesso da esquisa de alto explosivo, o programa de armas nucleares do Reino Unido no pós-guerra, embora com lacunas importantes, como na área da metalurgia do plutônio. O desenvolvimento do dissuasor nuclear britânico independente levou à alteração do Ato McMahon em 1958 e à retomada da Relação Especial nuclear entre os EUA e o Reino Unido sob o Acordo de Defesa Mútua EUA-Reino Unido de 1958.